# Лоїк Амісс
Лоїк Амісс (фр. Loïc Amisse, нар. 9 серпня 1954, Нант) — французький футболіст, що грав на позиції півзахисника. Найбільш відомий за виступами в складі клубу «Нант», у складі якого став триразовим чемпіоном Франції та володарем Кубка Франції, а також у складі національної збірної Франції. По завершенні ігрової кар'єри — тренер, працював головним тренером своєї колишньої команди «Нант».

## Клубна кар'єра
Лоїк Амісс дебютував у дорослому футболі 1973 року в складі команди «Нант», в якій грав аж до 1990 року, став одним із гравців основи та рекордсменів клубу за кількістю проведених матчів, взявши участь у 503 матчах чемпіонату, а також тричі у складі команди виборював титул чемпіона Франції, та став володарем Кубка Франції. Завершував ігрову кар'єру Амісс у команді «Анже», за яку виступав протягом 1990—1991 років.

## Виступи за збірні
У 1976 році Лоїк Амісс у складі олімпійської збірної Франції брав участь у футбольному турнірі на Олімпійських іграх 1976 року в Монреалі, де французька олімпійська збірна дійшла до чвертьфіналу. У 1977 році Амісс дебютував у складі національної збірної Франції. У складі збірної епізодично грав до 1983 року, загалом провів у її формі 12 матчів, забивши 2 голи.

## Кар'єра тренера
Лоїк Амісс розпочав тренерську кар'єру відразу ж по завершенні кар'єри гравця 1991 року, увійшовши до тренерського штабу клубу своєї колишньої команди «Нант», працював асистентом головного тренера команди до 2003 року. У 2003 році він став головним тренером команди, проте головним тренером працював лише один рік. Пізніше в 2010—2014 роках Амісс очолював другу команду «Нанта», а в 2014—2016 роках знову працював асистентом головного тренера «Нанта».

## Титули і досягнення
- Чемпіон Франції (3):

«Нант»: 1976–1977, 1979–1980, 1982–1983
- Володар Кубка Франції (1):

«Нант»: 1978–1979